# Epicus Doomicus Metallicus
Epicus Doomicus Metallicus è il primo album in studio del gruppo musicale svedese Candlemass, pubblicato il 10 giugno 1986 dalla Black Dragon.
È considerato una pietra miliare del genere doom.

## Descrizione
A metà degli anni Ottanta, la scena metal è principalmente dominata dallo stile thrash e death. I Candlemass realizzano il loro primo lavoro omaggiando i Black Sabbath.
Il full length si apre con Solitude, brano che ripercorre la sofferenza di un uomo affetto da disturbo depressivo. È ritenuto una delle migliori opere del complesso svedese, oltre ad essere diventato, col tempo, un loro classico.
Demon's Gate accentua la verve doom. La voce del cantante è acuta e struggente, le tastiere introducono la track con sonorità plumbee e i riff di chitarra sono più freddi e scanditi. Il testo si focalizza su tematiche esoteriche, come la successiva Crystal Ball, ricordata per l'assolo centrale a metà tra speed ed heavy metal.
Il lato B comprende Under The Oak, altro celebre brano dei Candlemass, noto soprattutto per lo struggente break centrale. Il disco si conclude con la suite acustica A Sorcerer’s Pledge.

## Accoglienza
Il portale metalitalia.com giudica Epicus Doomicus Metallicus come «il metro di paragone per un intero genere e la prosecuzione meglio riuscita del discorso intrapreso, ed in quegli anni interrotto, da una band storica come i Black Sabbath».
La rivista Metal Hammer lo considera «l'album doom definitivo».

## Tracce

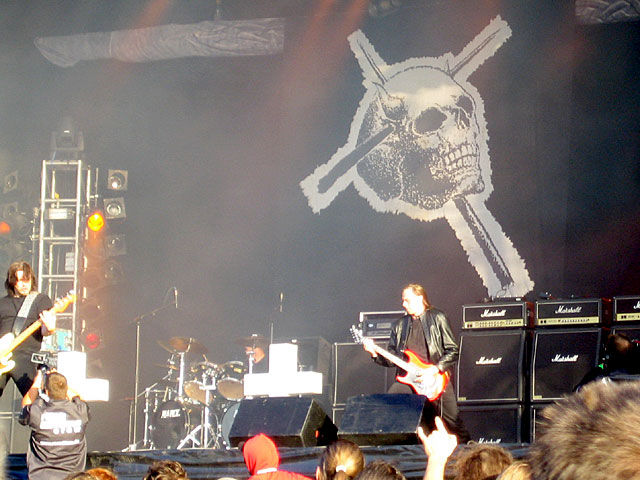
Il logo dell'album impresso su uno striscione

Testi di Leif Edling.
1. Solitude – 5:38
2. Demon's Gate – 9:12
3. Crystal Ball – 5:23
4. Black Stone Wielder – 7:34
5. Under the Oak – 6:54
6. A Sorcerer's Pledge – 8:20

## Formazione
- Leif Edling - basso
- Mats Björkman - chitarra
- Matz Ekström - batteria
- Johan Langquist - voce
- Klas Bergwall - chitarra solista
- Cille Svenson - voce in A Sorcerer's Pledge